# 笠縫邑
笠縫邑（かさぬいむら、かさぬいのむら）とは、崇神天皇6年に、宮中に奉祀していた天照大神を移し、豊鍬入姫命に託して祀らせた場所。同時に宮中を出された倭大国魂神は渟名城入媛命に託して、後に大和神社に祀ったとされる。

## 概要
笠縫邑は大嘗祭、豊明節会の起源に関係する土地との説もある。垂仁天皇紀25年3月丙申条に、倭姫命は天照大神を磯城の厳橿の本に祀ったとあり、厳橿は神霊の神木で、崇神朝に磯堅城の神籬を立てた。（崇神紀６年条）。古語拾遺には「磯城の神籬」とあり、「磯城の厳橿の本」と「磯堅城の神籬」は同所とも考えられる。
比定地については、檜原神社（桜井市 三輪）、多神社（磯城郡 田原本町多）、笠縫神社（磯城郡田原本町秦荘、秦楽寺境内南東隅）、笠山荒神社（桜井市笠）、多神社摂社の姫皇子神社、志貴御県坐神社（桜井市金屋）、小夫天神社（桜井市小夫）、穴師坐兵主神社（桜井市穴師）、飛鳥坐神社（高市郡 明日香村飛鳥）、長谷山口坐神社（桜井市初瀬手力雄）、等々。
檜原神社、笠山荒神社、小夫天神社（笠山荒神社よりもさらに東の山間部）、穴師坐兵主神社等はまさに山の中である。
また、笠縫神社に関係する秦楽（）という名が、築山古墳（大和高田市築山字城山）の前方部眼下に広がる平地にも神楽（）という名で存在する。この神楽は、古くは秦楽と書いたとの説もある。何らかの関係を示唆しているかも知れない。
多神社から、摂社の屋就神命神社（やつぎかみのみことじんじゃ、やつき？しんめいじんじゃ：祭神 天明豊玉命）の方角を見ると、神楽、築山古墳の方角となる。実際には、理由はよく判らないが地元住民によって大切に残された「矢継ぎの森（やつぎのもり：屋就神命神社の杜でもある）」に隠されて見えない。
また、もしかすると、昔は、多神社から姫皇子神社の方向を見ると、箸墓が見えたのかもしれない。元々、姫皇子神社は、多神社の奥（北：上座）に位置していたので、前（南：下座）に移転させられている可能性がある。
多神社を笠縫邑の位置と比定するなら、これら古墳が、鏡に映した様に南北及び東西が逆になるが、大嘗祭の悠紀殿（千木は伊勢神宮皇大神宮の様に内削ぎ）、主基殿（千木は伊勢神宮豊受大神宮の様に外削ぎ）の起源とも関係している可能性がある。

## 大阪の笠縫島
深江稲荷神社（大阪市 東成区深江南）には、付近の深江は笠縫氏の居住地で、大和の笠縫邑から移住してきた、との伝承がある。万葉歌人高市黒人（たけちのくろと）が「四極山（しはつやま） うち越え見れば笠縫の島　漕ぎ隠る　棚無し小舟」と詠んだ様に、古代には、笠縫島といわれた。
笠縫島は、現在の深江から東大阪市足代にかけて、入江に浮かんだ島であった。笠の材料の確保のため、笠縫氏は島に住んだと思われるが、もともと大和の笠縫邑も、同じような低湿地か、島状の土地だったのではないかとも推測される。
現在も大嘗祭に使用する笠は、この深江から皇室へ献上されている。また、深江は、皇祖の御神鏡に関係する鋳物師とも関係が深い土地とのことである。鏡作神社（磯城郡田原本町八尾　等周辺）とも関係の可能性がある。